# Nanny (film)
Nanny is een Amerikaanse horrorfilm uit 2022, geschreven en geregisseerd door Nikyatu Jusu.

## Verhaal
Aisha is een Senegalese immigrante zonder papieren die een baan vindt als kinderoppas van een rijk echtpaar uit Manhattan. Ze wint gemakkelijk de genegenheid van hun jonge dochter Rose maar wordt een pion in de façade van een huwelijk van het paar. De moeder is controlerend en de vader is gedesillusioneerd. Aisha hoopt dat haar nieuwe baan haar de kans zal geven hem naar zoon die ze achterliet in Senegal naar de Verenigde Staten te brengen. Maar naarmate zijn komst nadert, begint een bovennatuurlijke aanwezigheid zowel haar dromen als haar realiteit binnen te dringen.

## Rolverdeling
| Acteur            | Personage |
| ----------------- | --------- |
| Anna Diop         | Aisha     |
| Michelle Monaghan | Amy       |
| Sinqua Walls      |           |
| Morgan Spector    | Adam      |
| Rose Decker       | Rose      |
| Leslie Uggams     | Kathleen  |

## Productie
Op 13 april 2021 werd bekend dat Nikyatu Jusu haar regiedebuut zal maken met Nanny, een film die ze ook schreef en die deel uitmaakt van The Black List 2020 met scenario's die dat kalenderjaar niet in de bioscoop verschenen. Het script van Nanny werd geselecteerd voor de 2019 Sundance Institute Creative Producing Labs & Summit, het 2020 Sundance Screenwriter's Lab, het 2019 IFP Project Forum en was een van de 35 projecten die werden geselecteerd voor de Creative Capital Awards 2020.
In juni 2021 voegden Anna Diop, Michelle Monaghan, Sinqua Walls, Morgan Spector en Phylicia Rashad zich bij de cast van de film. Het filmen begon in juni 2021 in New York.

## Release en ontvangst
Nanny ging op 22 januari 2022 in première op het Sundance Film Festival in de U.S. Dramatic Competition en won de Grand Jury Prize. De film kreeg overwegend positieve kritieken van de filmcritici, met een score van 88% op Rotten Tomatoes, gebaseerd op 34 beoordelingen.